# Martín Fiz
Pour les articles homonymes, voir Fiz.
Martín Fiz, né le 3 mars 1963  à Vitoria, est un ancien athlète espagnol spécialiste du fond.

## Biographie
Martín Fiz débute la course de fond par le 1 500 mètres et le 3 000 mètres puis monte dans les distances pour se spécialiser dans le marathon.
Il est champion du monde de marathon en 1995 et vice-champion à l'édition suivante derrière son compatriote Abel Antón. Il participe aux Jeux olympiques de 1992, 1996 et 2000 sans parvenir à monter sur le podium, finissant respectivement septième, quatrième et sixième. Il prend sa retraite sportive le 28 octobre 2001. En 2003, il rentre dans le staff technique du FC Barcelone section athlétisme.

## Palmarès

### Championnats du monde
- Championnats du monde d'athlétisme 1995 à Göteborg :
  -  Médaille d'or du marathon
- Championnats du monde d'athlétisme 1997 à Athènes :
  -  Médaille d'argent du marathon

### Championnat du monde de cross-country
- Championnat du monde de cross-country IAAF 1990 à Aix-les-Bains
  -  Médaille de bronze du cross long hommes par équipe
- Championnat du monde de cross-country IAAF 1991 à Anvers
  -  Médaille de bronze du cross long hommes par équipe
- Championnat du monde de cross-country IAAF 1995 à Durham
  -  Médaille de bronze du cross long hommes par équipe

### Championnats d'Europe
- Championnats d'Europe d'athlétisme 1994 à Helsinki :
  -  Médaille d'or du marathon

## Honneurs
- Meilleur athlète espagnol en 1995[1]